# 寺田宪史
寺田宪史（1952年7月11日－），日本编剧、动画监督、小说家。他最知名的工作包括：为最终幻想系列前三部游戏编写剧本、创作《蝙蝠侠：黑暗未来》，以及担任《橙路》的剧本统筹。他还为世嘉CD游戏《黑巫师》创作概念。

## 游戏
- 最终幻想（编剧）[1]
- 最终幻想II（编剧）[2]
- 最终幻想III（编剧）[3]
- 黑巫师（编剧）
- Kukuroseatoro ～悠久之瞳～（日语：ククロセアトロ〜悠久の瞳〜）（编剧）

- ドラえもん 友情伝説ザ・ドラえもんズ（日语：ドラえもん 友情伝説ザ・ドラえもんズ）（编剧）
- MEREMANOID 〜マーメノイド〜（日语：MEREMANOID 〜マーメノイド〜）（编剧）
- エンジェルグラフィティ（日语：エンジェルグラフィティ）（编剧）
- テクストート・ルド〜アルカナ戦記〜（日语：テクストート・ルド〜アルカナ戦記〜）（总制作人・監修）
- キッドクラウンのクレイジーチェイス（日语：キッドクラウンのクレイジーチェイス）（総監修・编剧）
- わんわん愛情物語（日语：わんわん愛情物語）（脚本）
- サウンドノベルツクール（日语：サウンドノベルツクール）（负责附赠的试玩游戏「夏の樹に棲むニンフ」）
- 蝙蝠侠：黑暗未来（日语：バットマンダークトゥモロー）（ディレクション・分镜・编剧(DCコミックスタッフと共同)）[4]
- ダークウィザード（日语：ダークウィザード）（编剧）
- 研修医 天堂独太（日语：研修医 天堂独太）（编剧）
- 研修医 天堂独太2 〜命の天秤〜（日语：研修医 天堂独太2 〜命の天秤〜）（原作・编剧監修）[5]

## 动画
- 巴欧来访者（编剧）
- 搞怪拍檔（编剧）
- 櫻花通信（剧本统筹、编剧）
- 橙路（剧本统筹、编剧）[6]
- 金肉人（编剧）
- Outlanders (监督)
- 太空堡垒：暗影编年（剧情顾问）
- 潮與虎（编剧）
- 愛天使傳說（编剧）
- 宇宙再生人（编剧）
- Firestorm（监督）